# Jeanne de Vignory
Jeanne de Vignory (née vers 1245 - † après 1303) est dame de Vignory à la fin du XIIIe siècle. Elle est la fille de Gautier II, seigneur de Vignory, et de sa troisième épouse Marie (nom de famille inconnu).

## Biographie
À la mort de son père Gautier II, dernier mâle de sa lignée, elle hérite en tant que fille unique de la seigneurie de Vignory qu'elle dirige de concert avec son mari Étienne de Chalon.
Jeanne et Étienne essaient de s'affranchir de la suzeraineté des comtes de Champagne, mais l'évêque de Langres les menace d'excommunication. En 1262, son époux Étienne de Chalon rend hommage au comte de Champagne pour le château de Vignory qui lui est jurable et rendable.
En 1263, Jeanne et son époux Étienne engagent toutes leurs terres et empruntent 2000 livres au père de ce dernier, Jean de Chalon, seigneur de Salins, pour retirer les obligations de la seigneurie de Vignory envers le comte de Champagne.
En 1302, Étienne décède et Jeanne se retrouve veuve. Ses trois enfants lui succéderont successivement à la tête de la seigneurie de Vignory.

## Mariage et enfants
Avant 1262, elle épouse Étienne de Chalon (ou de Salins), dit le Sourd, seigneur de Rouvres, fils de Jean Ier l'Antique, seigneur de Salins, et d'Isabelle de Courtenay, dont elle a trois enfants :
- Jean de Salins († avant 1307), qui succède à ses parents. Il épouse Marguerite de Savoie, fille de Louis Ier de Savoie, baron de Vaud, et de Jeanne de Montfort, dont il n'a pas de postérité ;
- Étienne de Salins († en 1313), qui succède à son frère. Il épouse Jeanne de Saint-Vérain, fille de Guibaud II, seigneur de Saint-Vérain, dont il n'a pas de postérité ;
- Jeanne de Salins († après 1313), qui succède à ses frères. Elle épouse Guillaume IV de Dampierre, seigneur de Saint-Dizier, fils de Jean Ier de Dampierre et de Laure de Lorraine, dont elle a six enfants :
  - Étienne de Saint-Dizier ;
  - Guillaume de Saint-Dizier ;
  - Jean de Saint-Dizier ;
  - Robert de Saint-Dizier ;
  - Jeanne de Saint-Dizier ;
  - Isabelle de Saint-Dizier.